# Lucio Norbano Balbo
Lucio Norbano Balbo (en latín Lucius Norbanus Balbus) fue un senador que alcanzó el honor del consulado en el año 19.

## Familia
Era nieto de Gaius Norbanus Flaccus, cónsul en 38 a. C. e hijo de Cayo Norbano Flaco, cónsul en 24 a. C., dentro de una familia sumamente fiel al emperador Augusto y a su obra política. Su hermano Gaius Norbanus Flaccus desempeñó también la máxima magistratura romana al ser cónsul en 15.

## Carrera política
Su único cargo conocido fue el de Consul ordinarius en 19, señalando Dión Casio que cuando tomó posesión de su cargo el 30 de abril hizo sonar tubas -tubae-, un instrumento que solía utilizarse en el ejército y en ciertas ceremonias religiosas.
Durante su consulado fue proclamada la Ley Junia Norbana -Lex Iunia Norbana- que restringía severamente el acceso a la ciudadanía romana a los esclavos liberados, convertidos en libertos quienes se transformaban en latinos junianos con derechos muy limitados, gozando solamente del ius commercii y estando obligados a legar su fortuna a sus patronos; para acceder a la ciudadanía romana se contemplaban sólo dos procedimientos, la concesión graciosa del emperador y el matrimonio con una latina juniana, una ciudadana latina o una ciudadana romana para tener hijos, manifestando este hecho cuando tuviesen su primer retoño ante el pretor urbano en la ciudad de Roma o ante el correspondiente gobernador en las provincias.